# Conseil de la vallée Derwent
Le Conseil de la vallée Derwent  est une zone d'administration locale au sud de la Tasmanie en Australie. Il comprend la ville de New Norfolk près de Hobart sur la Derwent River et quelques autres petites villes.